# Jüdisches Volksheim
Das Jüdische Volksheim in der Dragonerstraße 22 (der heutigen Max-Beer-Straße 5) im Berliner Scheunenviertel war eine sozialpolitische Initiative junger jüdischer Intellektueller unter der Führung des Medizinstudenten Siegfried Lehmann, die mit einer Synthese aus jüdischer Sozialethik in der Tradition von Martin Buber und Anleihen aus der durch Arnold Toynbee geprägten Settlement-Bewegung eine Brücke schlagen wollten zwischen ihrer eigenen Herkunft aus dem Westjudentum und den Angehörigen des ostjüdischen Proletariats. Im Jüdischen Volksheim erprobte Lehmann erstmals seine pädagogischen und zionistischen Ideen in der Praxis, wodurch dieses zum Vorläufer des Jüdischen Kinderhauses in Kowno und danach des Kinder- und Jugenddorfes Ben Shemen in Palästina wurde.

## Vorläufer und Vorbilder
Settlements im Sinne Toybees waren im Deutschland des frühen 20. Jahrhunderts eher selten.
- Es gab die von Friedrich Siegmund-Schultze 1911 gegründete Soziale Arbeitsgemeinschaft Berlin-Ost (kurz: SAG), ein Nachbarschaftshilfe- und Siedlungsprojekt für „überwiegend männliche Residents aus der christlichen Studentenschaft Berlins“.[1]
- In Hamburg bestand von 1901 bis 1922 das vom Theologen, Pädagogen und früheren Resident in Toynbee Hall, Walther Classen, initiierte Volksheim Hamburg.[2]
- 1915 entstand das von Ernst Joel[3] gegründete Siedlungsheim Charlottenburg.
- In Leipzig bestand von 1909 bis 1928 das Volksheim Leipzig, an dessen Arbeit der ehemalige SAG-Mitarbeiter Wenzel Holek maßgeblich beteiligt war.[1]
- Die von der Berliner Loge Bnai Brith 1904 gegründete jüdische Toynbee-Halle für Volksbildung und Unterhaltung am Nollendorfplatz zählen Sabine Haustein und Anja Waller nicht zu den Settlements im engeren Sinne: „Eine Settlementgründung im Toynbeeschen Sinne einer Lebensgemeinschaft war die Toynbeehalle am Nollendorfplatz nicht, von der gesagt wird, dass sie sich während des Ersten Weltkrieges mehr und mehr in eine Notunterkunft für alle Notleitenden wandelte, so dass ihr jüdisches Spezifikum verloren ging und die Arbeit bald darauf eingestellt wurde.“[1]

In der Literatur überwiegt die Einschätzung, dass vor allem das von Ernst Joel gegründete Siedlungsheim Charlottenburg Vorbild für Siegfried Lehmann gewesen sei, als dieser 1915 seinen ersten Aufruf zur Gründung eines Jüdischen Volksheims gestartet habe.
Eine programmatische Beschreibung der künftigen Arbeit im Volksheim und dem damit gestarteten Versuch, „in Berlin ein jüdisches Settlement zu schaffen“ gab Lehmann unter dem Pseudonym Salomon Lehnert kurz nach der Gründung des Volksheims in der Zeitschrift Der Jude.

## Das Jüdische Volksheim im Berliner Scheunenviertel
Das von jungen Studenten und Kaufleuten beiderlei Geschlechts von Lehmann und seinen Helferinnen und Helfern gegründete Jüdische Volksheim wurde am 18. Mai 1916 mit einer Rede von Gustav Landauer über Judentum und Sozialismus eröffnet.

„Den Kontakt zur ostjüdischen Bevölkerung des Scheunenviertel stellten die Helfer her, indem sie in einer öffentlichen Suppenküche versuchten, mit Kindern, die dort täglich eine warme Mahlzeit erhielten, ins Gespräch zu kommen. Zunächst reagierten die Angesprochenen zögerlich und spöttisch. Der Einladung zum Spielen mochten sie nicht folgen. Erst nach mehreren Besuchen tauten sie auf. Schon nach einigen Wochen gehörten rund 60 jungen dem Kreis um Lehmann und seinen Unterstützern an. Auf dem Programm standen Spiel, Singen und Turnen.“

Sabine Haustein und Anja Waller berichten, dass bereits nach sechs Monaten über 200 Kinder täglich die Angebote des jüdischen Volksheims wahrgenommen hätten, „so dass diese bald erweitert werden mussten. Jedoch überstieg die Zahl der betreuungsbedürftigen Kinder bei weitem die Möglichkeiten des Volksheims, so dass 1918 das Kinderheim Ahawah gegründet wurde, in dem ein Teil der Kinder dauerhaft untergebracht werden konnte, und zu dem bis zum Ende des Volksheims eine besondere Verbindung bestand.“ Dies trifft nur bedingt zu, denn das ehemalige Krankenhaus der Jüdischen Gemeinde in der Auguststraße wurde zwar nach dem Ersten Weltkrieg als Unterkunft für jüdische Flüchtlingskinder aus Osteuropa genutzt, doch erst 1922 wurde daraus das von Beate Berger initiierte Kinderheim Ahawah. Richtig ist allerdings, dass Siegfried Lehmann später noch Kontakte zum Ahawah unterhielt, wie sich Hanni Ullmann erinnerte: „Als er die Kinder von Kovno nach Palästina überführen wollte, war er für vier Wochen mit den Kindern auf dem Boden der ›Ahawa‹ einquartiert, da er noch keine Zertifikate hatte.“

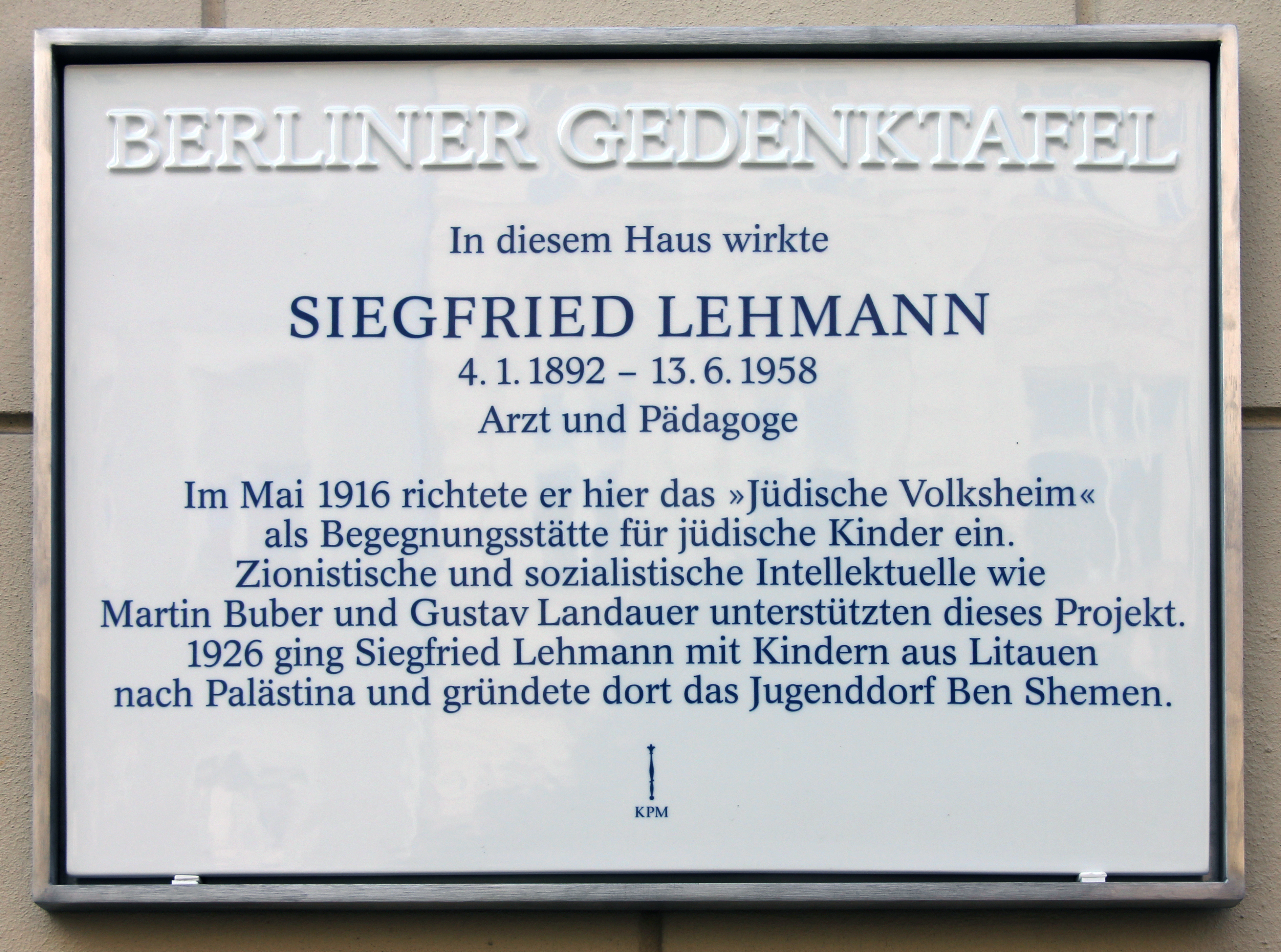
Gedenktafel in der Berliner Max-Beer-Straße 5 zur Erinnerung an Siegfried Lehmann und das Jüdische Volksheim

Gershom Scholem, der von Martin Buber zur Mitarbeit im Volksheim aufgefordert worden war, dem aber sehr kritisch gegenüber stand, erwähnt als frühe Helferinnen Gertrude Welkanoz (später Weil), die nach Lehmanns Ausscheiden und einer Interimsleitung durch Erich Gutkind (1877–1965) Leiterin des Volksheim wurde. Nach Dieter Oelschlägel gehörte sie „von Anfang an zu den ehrenamtlichen Mitarbeiterinnen Lehmanns. Sie war 1918 auch Delegierte des XV. Delegiertentages der Zionistischen Vereinigung in Deutschland in Berlin. Später heiratete Getrude Welkanoz den jüdischen Archivar Dr. Ernst Weil und zog mit ihm nach München. Als Gertrude Weil schrieb sie nach dem Ende ihrer Tätigkeit einen engagierten Bericht über die Arbeit des Volksheimes (Weil 1930).“ Der damals 19 Jahre alte Scholem bezeichnete Gertrude Welkanoz als die „unbestrittene Zentralfigur“ im Volksheim und beschrieb sie als „eine schon etwas ältere, auf die dreißig zugehende, höchst eindrucksvolle Person, […] ein Mädchen von einer völlig natürlichen Würde und Autorität, die einzigartig war. Sie schien mir die einzige ausgebildete Sozialarbeiterin, doch darin irrte ich mich, denn von Beruf war sie Angestellte bei einer großen Bank, und tatsächlich gab es unter den Freiwilligen keine einzige professionelle Mitarbeiterin. Ihre großen Kenntnisse waren aber nichts, gemessen an dem ungeheueren Einfluß, ja Zauber, den sie menschlich auf all diese Mädchen ausübte.“
Eine weitere frühe Helferin im Volksheim, die Scholem erwähnte, war Felice Bauer, die, so Scholem, von Franz Kafka energisch dazu ermuntert worden sei, im Volksheim mitzuarbeiten. Für sie wie für viele Mitarbeiterinnen und Mitarbeiter der Anfangsjahre galt, „dass das Jüdische Volksheim für sie zu einer ersten Station der Arbeit im pädagogischen oder wohlfahrtspflegerischen Bereich wurde. Viele der Frauen und Männer, die sich im Volksheim einbrachten, konnten auf besondere Erfahrungen zurückblicken: Als ehemalige Mitglieder des Wandervogels oder jüdischer Bünde wie dem ‚Herzl-Bund‘ oder ‚Blau-Weiß‘ waren sie Jugendbewegte. Dieser Hintergrund spiegelte sich in der Arbeit wider, in Ferienlagern, Wanderfreizeiten, Tageswanderungen – aber auch im Miteinander der Helfenden und in der Selbstverwaltung der Jugendgruppen.“ Im Volksheim, das, nicht nur kriegsbedingt, eher von Frauen frequentiert wurde, gab es einen Kindergarten, Mütter- und Rechtsberatung sowie Hilfsangebote für Prostituierte. Hinzu kamen Werkstätten für Tischler, Metallarbeiter und Buchbinder, worüber eine berufsvorbereitende Ausbildung angestrebt wurde. Ähnlich den zionistischen Konzepten zur Umschichtung galt die handwerkliche Ausbildung „als sinnvoll und erstrebenswert, sollte sie doch den Kindern später eine Alternative zu einem Dasein als Kleinhändler eröffnen und somit eine neue jüdische Großstadtgeneration hervorbringen“.
Während die Helfer Jiddisch lernten, um mit ihrer Klientel besser in Kontakt zu kommen, lernten die Mädchen und Jungen gemeinsam mit den Helfern Hebräisch. Einer der Hebräisch-Lehrer war Salman Schasar, der spätere dritte Präsident Israels. Auch Siegfried Lehmann und sein Freund und Helfer im Volksheim, David Werner Senator, erwarben hier ihre ersten Hebräischkenntnisse.
Das Volksheim erweiterte sein Spektrum bald durch Vortragsabende, die von führenden jüdischen Persönlichkeiten gestaltet wurden, und es weitete sein Angebot von gelegentlichen Ausflügen zu einem Angebot längerer Freizeiten aus, die der Stärkung des Gemeinschaftsgefühls dienen sollten. Angefangen wurde mit Aufenthalten in einer ehemaligen Jagdhütte im Berliner Umland, der 1921 Aufenthalte am Hohen Meißner folgten, bevor das Volksheim 1923 eine eigene Ferienkolonie in Müritz erwarb, wo bis zu 125 Kinder drei bis vier Wochen verbringen konnten.
Siegfried Lehmann konnte an der Arbeit des von ihm initiierten Volksheims nur kurze Zeit aktiv teilnehmen. „Nachdem er die ärztliche Vorprüfung bestanden hatte, wurde er im Oktober 1916 zum Heeresdienst eingezogen und im Dezember schon zum Unterarzt befördert. Im März 1917 wurde er zu einer Sanitätskompanie versetzt, der er bis zu seiner Rückkehr aus dem Weltkrieg 1918 angehörte. Das medizinische Staatsexamen bestand Lehmann im November 1919 an der Universität in Frankfurt am Main.“ Das Volksheim existierte auch ohne seinen Initiator weiter, doch als „der gut vernetzte Lehmann, dessen Arbeit von einer Reihe von Gönnern finanziell unterstützt wurde“, sich nach seiner Promotion endgültig vom Volksheim verabschiedete, um eine neue Aufgabe zu übernehmen, brachte dieser Schritt einige gravierende Einschnitte mit sich. „Eine Reihe von Unterstützern finanzierte fortan die Arbeit in Kowno, deren Ausgangsbedingungen noch schlechter waren als sie es im Scheunenviertel vier Jahre zuvor gewesen waren. […] Doch nicht nur die finanzielle Situation veränderte sich. Auch in Bezug auf die Mitarbeiter und die Inhalte der Arbeit gab es Neuerungen. Einige Helfer verließen das Volksheim und gingen nach Palästina. Andere folgten Lehmann nach Kowno und arbeiteten im dortigen Waisenhaus mit. […] Darüber hinaus waren einige Helfer aus den Anfangsjahren im Krieg gefallen.“
1923 schloss sich das Volksheim mit dem Jung-Jüdischen Wanderbund (JJWB) zusammen. Über diesen Zusammenschluss schrieb 1930 Franz Lichtenstein, der lange Zeit der Bundesleitung des JJWB angehört hatte, dass dieser „überaus fruchtbar gewesen sei, denn das sozialistische und zionistische Programm des JJWB stimmte mit den Ideen des Volksheims überein und dessen Mitarbeiter empfanden den Zusammenschluss als Bereicherung, denn sie konnten die Volksheimidee nun zu einem wesentlich größeren Teil der jüdischen Jugend hinaustragen“.
Weniger positiv als Lichtenstein beurteilt im Rückblick Beate Lehmann das Zusammengehen dieser beiden Organisationen. „Mit dem Zusammenschluss ging nach vielen Kämpfen eine Veränderung einher, die viele als sehr schmerzhaft erlebten: Aus den Helfern wurden Führer und aus der Helfersitzung eine Führerschaftsleitung. Die Volksheim-Arbeit bekam weitgehend den Charakter eines Bundes der Jüdischen Jugendbewegung.“ Und auch Sabine Haustein und Anja Waller erblicken in dem Zusammenschluss kein vorwärts treibendes Element:

„Trotz des Zusammenschluss mit dem JJWB existierte das Volksheim nur noch wenige Jahre weiter. Der Prozess der Auflösung bzw. Schließung ist in den Quellen widersprüchlich dokumentiert. Entsprechend schwierig gestaltet sich eine exakte Rekonstruktion dieser letzten Phase des Volksheims im Scheunenviertel. Während eine Datierung der Auflösung auf den Zeitraum zwischen 1927 und 1929 am wahrscheinlichsten erscheint, sprechen andere Quellen von früheren Auseinandersetzungen der Mitarbeiter und einer daraus resultierenden teilweisen Trennung und einer Übernahme der Aufgaben des Volksheimes schon seit 1923 durch unterschiedliche Organisationen der jüdischen Wohlfahrt. Eine ehemalige Mitarbeiterin wiederum bezeugt die Existenz des Volksheims noch 1933. In den Quellen werden zudem weitere verschiedenartige Gründe für das Ende des Jüdischen Volksheims genannt, so schreibt Lubinski, dass das Volksheim die breite Schicht an Helfern verlor und bis auf den Kindergarten zur reinen Jugendbewegung wurde. Leon Sklarz erläutert außerdem, dass wegen der starken Abwanderung der Ostjuden die Arbeit eingeschränkt wurde.“

Beate Lehmann verweist auf einen Vortrag von Siegfried Lehmann, in dem dieser 1950 darauf hingewiesen hatte, dass die Mehrheit der ehemaligen Zöglinge des Volkshauses nun in Israel leben würden, vor allem in Givat Brenner, Ramatayim und in En Charod. „50 Jahre nachdem das Jüdische Volksheim in der Dragonerstraße gegründet worden war, trafen sich ehemalige „Volksheimler“ in Tel Aviv. Viele von ihnen waren durch die ehrenamtliche Tätigkeit im Volksheim zur sozialen Arbeit gekommen und hatten nach der Schließung in verschiedenen Organisationen auf dem Gebiet der Sozialarbeit gewirkt.“ Für viele von ihnen war auch das Kinder- und Jugenddorf Ben Shemen zu einer neuen Wirkungsstätte geworden.

## Personen aus dem Umfeld des Volkshauses
- Käte Baer, ehemalige Volksheimerin, später in Ben Shemen[26]
- Felice Bauer
- Moses Calvary (1876–1944), Leiter des jüdischen Jugendbundes Blau-Weiß. Ihn lernte Lehmann 1914 bei seiner ersten Palästinareise kennen und blieb ihm von da an eng verbunden. Moses Calvary arbeitete später als Lehrer im Kinder- und Jugenddorf Ben Shemen.[27]
- Dora Diamant
- Erich Gutkind
- Wilfrid Israel, ehemaliger Volksheimer, später in Ben Shemen[26]
- Ruth Lewy, ehemalige Volksheimerin, später in Ben Shemen[26]
- Eva Michaelis-Stern, die bereits im Jüdischen Volksheim als Gymnastiklehrerin gearbeitet hatte,[28] kam 1928 in das Kinder- und Jugenddorf, um auch hier Gymnastik zu unterrichten. Nach einem kurzen Aufenthalt dort wurde sie krank und musste nach Deutschland zurückkehren. Eva Michaelis Stern war in den 1930er Jahren Mitbegründerin und Direktorin der Arbeitsgemeinschaft für Kinder- und Jugend-Alijah und während des Zweiten Weltkriegs Direktorin des Youth Aliyah Büros in London.[29] Eva Michaelis-Stern ist die Tochter von William Stern; ihre Geschwister sind Hilde Marchwitza und Günther Anders.
- Gerda Philipsborn war bereits Mitarbeiterin im Volksheim und unterstützte später die Arbeit in Ben Shemen.[30]
- Erich Roth, ehemaliger Volksheimer, später in Ben Shemen[26]
- Elisabeth Rotten kannte das Volksheim aus eigener Erfahrung und orientierte sich bei ihrer späteren Arbeit vor allem an Kinder- und Jugenddorf Ben Shemen.[31]
- Salman Schasar
- David Werner Senator, ehemaliger Volksheimer, später in Ben Shemen[26]
- Ludwig Strauss, ehemaliger Volksheimer, später in Ben Shemen[26]
- Rivka Sturmann (1903–2001) war später eine bekannte israelische Tanzpädagogin.[32] Knut Bergmann zählt sie zu den Pionierinnen der Mädchenarbeit in der Jüdischen Jugendbewegung und macht sie „(mit-)verantwortlich für die Gründung eines Mädchenreferats im Hechaluz“.[33] Während ihrer Hachschara habe sie sich zudem auf die Schafzucht vorbereitet.
- Gertrude Welkanoz (später verheiratete Weil)[10] Im April 1918 erschien in der ersten Ausgabe von Siegfried Bernfeld herausgegebenen und geleiteten Zeitschrift Jerubbaal. Eine Zeitschrift der Jüdischen Jugend[34] ein mit „Eure G. W.“ unterzeichneter Artikel Aus dem jüdischen Volksheim in Berlin, der vermutlich Gertrude Welkanoz zuzuschreiben ist.[35] Sie berichtete darin von Überlegungen, nach dem Modell der Gartenstadt eine Siedlung für das Volksheim zu gründen, die „in der Diaspora nicht weniger als eine Aufgabe und nicht mehr als ein Mittel zur Vorbereitung für Palästina sein“ soll. Skeptisch beurteilt sie die Notwendigkeit, den Volksheimgedanken in den Osten, also nach Russland zu tragen und propagiert abschließend die Idee, für die Mädchen im Volkshaus eine jüdische Dependance des Pestalozzi-Fröbel-Hauses (PFH) aufzubauen. Die Notwendigkeit begründete sie damit, dass am PFH „ein ungeheurer deutscher Wissensstoff vermittelt [wird], der gegen Jüdisches einzutauschen wäre und was noch wichtiger ist: das Pestalozzi-Fröbelhaus hat nur blonde, deutsche Kinder und unser Volkshaus ...! Wir brauchen also Geld, unendlich viel Geld.“
- Siddy Wronsky hatte möglicherweise nur 1915 engeren Kontakt zum Volkshaus, blieb den Vorstellungen Lehmanns aber auch in der Weimarer Republik und bei ihrer Arbeit in Palästina verbunden.